# Dunedin

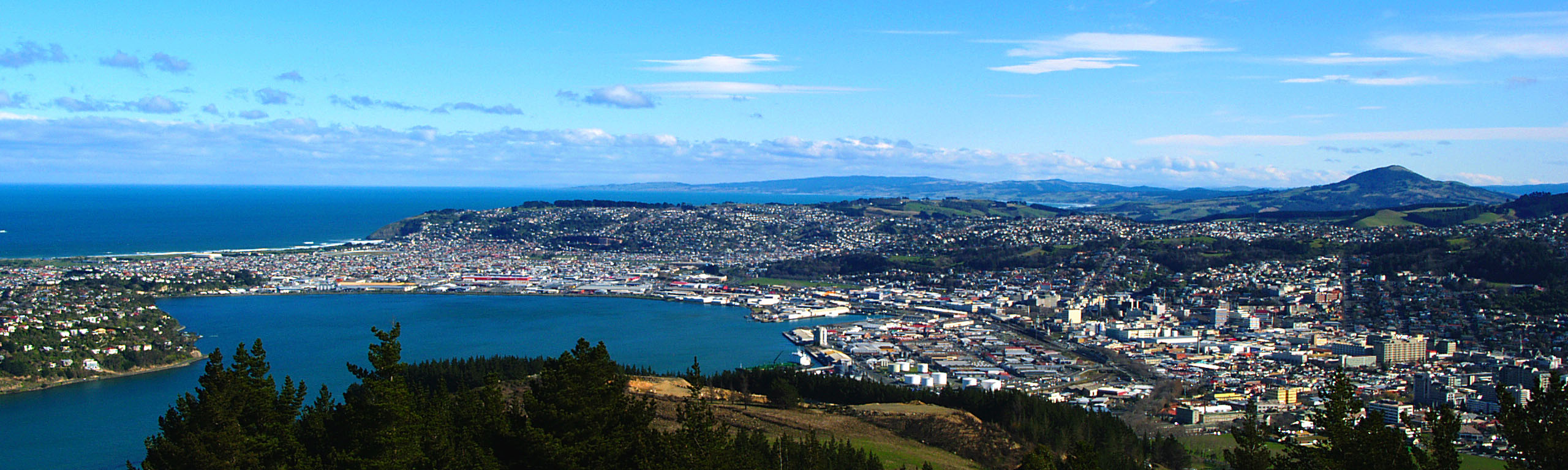
Dunedin privit dinspre cartierul Opoho

Dunedin este un oraș pe insula de sud (South Island) din Noua Zeelandă și este capitala regiunii Otago. În 2005 avea o populație de 122,000 locuitori.

## Clima
Dunedin are o climă temperată cu influențe mai calde. Temperaturile medii anuale variază de la 18,9 °C în ianuarie și februarie la 10 °C grade în iulie.

## Geografie
Orașul este situat pe dealuri și în valea din jurul Golfului Otago. Autoritatea teritorială a orașului Dunedin are o suprafață de teren de 3.314,8 km2. A fost cel mai mare oraș de pe uscat din Noua Zeelandă până la formarea Consiliului Auckland de 5.600 km2 la 1 noiembrie 2010. Granițele Consiliului orașului Dunedin s-au extins din 1989 până la Middlemarch la vest și Waikwaiti la nord. Oceanul Pacific la est și sud-est și râul Waipori/Tayeri și orașul Henley la sud-vest.Portul și dealurile (Muntele Cargill, Flagstaff) sunt formate din rămășițele unui vulcan stins. În Insula de Sud, amenințarea cu un cutremur este mult mai mare decât în Hamilton, pe Insula de Nord. Dunedin este cel mai îndepărtat oraș din lume de Londra, Moscova și Berlin.
Dunedin este situat în capul portului Otago, o intrare îngustă care se extinde spre sud-vest pe aproximativ 15 mile. Portul este o creație recentă, format prin inundarea a două văi ale râurilor. De la înființarea sa în 1848, orașul s-a răspândit încet peste câmpiile joase și dealurile din apropiere și peste istm până la versanții Peninsulei Otago.

## Catedrala Sfântul Iosif
Catedrala Sfântul Iosif este catedrala romano-catolică a diocezei din Dunedin, Noua Zeelandă. Aceasta a fost proiectata de către arhitectul Francisc Petre, care a mai proiectat catedrala Sfintelor Taine din Christchurch și a Sfintei Inimi din Wellington. Ridicarea catedralei, în stilul gotic, a început în anul 1878, în timpul episcopatului episcopului Patrick Moran. Prima slujbă ce s-a ținut în catedrală a fost cea din februarie 1886, catedrala fiind cu totul terminată în luna mai a aceluiași an. Costurile s-au ridicat la suma totală de 22.500 de lire sterline. Proiectul inițial intenționa să aibă ca rezultat o catedrală mult mai mare decât cea prezentă. Deasupra celei actuale s-a dorit a se înălța o spiră imensă, lucru ce nu a mai fost realizat. Aceasta a fost așezată lângă prioriul Sfântul Dominic, proiectat anterior tot de către Petre, în anul 1876. Prioriul nu mai este în folosință, cu excepția unei singure camere, folosită de corul catedralei. O descriere a catedralei Sfântul Iosif dintr-un ziar local din anul 1889 ne informează că: după ce tramvaiul v-a cărat cu greutate aproape 200 de metri în sus, ochii voștri văd o biserică cu două turnuri din piatră cenușie stând încrustată în dealul înalt. Aceasta este catedrala catolica Sfântul Iosif. Exteriorul acesteia nici nu vă dă vreo idee despre frumusețea interiorului ei.

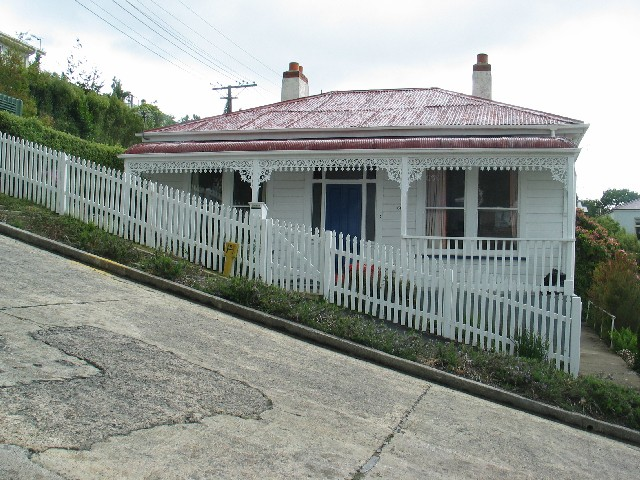
Strada Baldwin

## Strada Baldwin
Strada Baldwin (Baldwin Street), din Dunedin, a fost recunoscută drept cea mai abruptă stradă rezidențială din lume în 1987 și a deținut titlul până în 2019, potrivit Guinness World Records. Este situată în suburbiile rezidențiale din North East Valley, la 3,5 km nord-est de districtul central de afaceri al orașului Dunedin.